# Parizán Mihály
Parizán Mihály (Budapest, 1947. március 29. – Budapest, 2006. június 25.) magyar szobrász.

## Életpályája
1973–1977 között a Magyar Képzőművészeti Főiskola hallgatója volt Somogyi József tanítványaként. 1978-tól kiállító művész volt. 1999–2000 között a Horváth Mihály téri szoborcsoport restaurálását végezte.
Sírja a Megyeri temetőben található (8/IV/0/87-88).

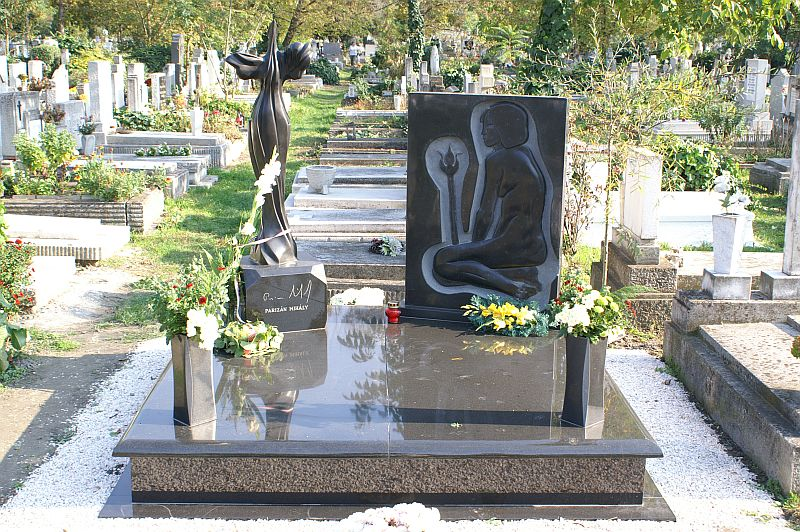
Sírja Budapesten a Megyeri temetőben (8/IV/0/87-88.) Alkotók:Ifj. Parizán Mihály és Kamasz Krisztián

## Művei
- díszlépcső (Budapest, 1983)
- Tél (Budapest, 1983)
- Reményi Sándor operaénekes síremléke (1984, Budapest, Farkasréti temető)
- Stilizált madaras díszkút (Budapest, 1985)
- díszkapu és díszkút (Felsőbabád, 1989)
- Dombormű (kő, Budapest, 1991)
- Bolyai János (bronz mellszobor, Budapest, 1992)
- díszkút (Budapest, 1998)

## Kiállításai

### Egyéni
- 1986 Urbanisztikai Társaság, Budapest

### Válogatott, csoportos
- 1978 Magyar szobrászat, Műcsarnok, Budapest
- 1999 Az epoxigyanta alkalmazása a művészetben, Műcsarnok, Budapest